# Black and Blue (émission de radio)
Pour les articles homonymes, voir Black and Blue.

Black and Blue était une émission de radio consacrée au jazz et créée au début des années 1970 sur France Culture par le sociologue Lucien Malson et l'écrivain Alain Gerber.

## Histoire
Initialement proposée le vendredi à 21 h 30, transportée à 20 h 30 à la fin des années 1990, puis exilée le dimanche soir à 0 h en ses toutes dernières années, elle a été supprimée de la grille de France Culture en juin 2008, son élément fondateur restant, Alain Gerber, étant alors "remercié" avec tout une génération de "passeurs-vénérateurs" du Jazz Claude Carrière Jean Delmas… à cette occasion, la chaîne ayant décidé de "rajeunir" ses rangs. Lucien Malson avait lui pris sa retraite radiophonique à la fin des années 1990. Ce même fondateur principal y fera de très rares passages au tout début des années 2000.
Ces heures furent peu enclines à s'intéresser à l'actualité du Jazz, à très peu d'exceptions près - deux émissions consacrées à la sortie de l'autobiographie de Miles Davis (février 1990), émissions bilan des festivals d'été (septembre 1981), passage de quelques intellectuels profondément liés au Jazz tel le pianiste chanteur et homme de radio Ben Sidran (octobre 1986) ou le batteur et historien du rythme français Georges Paczynski (dès le tout début des années 1980), séparation du groupe Weather Report (janvier 1986), émissions consacrées à la disparition de Jaco Pastorius (septembre 87), à celle de Billy Higgins (2002)... elle opta plutôt d'en sacraliser l'histoire, faisant revivre des événements musicaux (enregistrement, rencontres…) vieux de plusieurs décennies que le duo parfois renforcé par des intervenants extérieurs avait à cœur d'extraire de l'oubli ou d'en proposer une relecture enrichie.
Ces intervenants ponctuels furent le batteur et peintre Daniel Humair, les journalistes Christian Gauffre, Claude Carrière, André Clergeat, le dessinateur Siné, le médecin et journaliste Paul Benkimoun, le musicien et musicologue André Hodeir, l'écrivain jazzophile Jacques Réda, la flutiste Dominique Bouzon.
Les réguliers qui vinrent en ses dernières années, furent le flutiste et saxophoniste Jean-Louis Chautemps, le batteur et Pr Georges Paczynski et le journaliste Gilles Anquetil.
L'émission, longtemps sépulcralement volontairement isolée, se risqua à des enregistrements publics passés l'an 2000, et invita même un de ses auditeurs acharnés à venir parler de sa passion pour Monk (2003), comme l'avait fait le pianiste Laurent de Wilde à l'occasion de la sortie de son livre sur ce même pianiste.
Jusqu'au départ de Lucien Malson, elle eut la particularité de n'avoir pas d'indicatif, chose rare à la radio, et encore plus pour une émission à caractère si clairement musical. Cette particularité fut arasée par le choix d'une pièce des frères Nat et Julian Cannonball Adderley qu'elle conserva jusqu'à sa disparition des ondes.
Des saisons thématiques furent parfois proposées en ses dernières années, telle celle de 2003-2004 qui vit l'examen minutieux du Jazz à Paris, années 1950, recevant à cette occasion quelques-uns de ses intervenants d'alors, certains disparaissant peu de mois ou années après (Sacha Distel, Pierre Michelot).